# Vrážné
Vrážné település Csehországban, a Svitavyi járásban. Vrážné Hartinkov, Bezděčí u Trnávky, Chornice és Městečko Trnávka településekkel határos. Lakosainak száma 64 fő (2024. január 1.).

## Népesség
A település lakosságának változását az alábbi diagram mutatja:
| Lakosok száma | 190  | 187  | 209  | 160  | 100  | 72   | 71   | 68   | 64   | 64   |
|               | 1869 | 1900 | 1921 | 1961 | 1980 | 2011 | 2016 | 2019 | 2021 | 2024 |